# یوکی کوبایاشی (بازیکن فوتبال، زاده ۲۰۰۰)
یوکی کوبایاشی (ژاپنی: 小林 友希؛ زادهٔ ۱۸ ژوئیهٔ ۲۰۰۰) یک بازیکن فوتبال اهل ژاپن است.
از باشگاه‌هایی که در آن بازی کرده‌است می‌توان به باشگاه فوتبال ویسل کوبه، باشگاه فوتبال ماچیدا زلویا و باشگاه فوتبال یوکوهاما اشاره کرد.